# Alice Brière-Haquet
Alice Brière-Haquet née le 10 février 1979 est une écrivaine, chercheuse et traductrice française.

## Biographie
Elle a été professeur de lettres et d’histoire des arts en lycée, avant de se consacrer à plein temps à la littérature d'enfance et de jeunesse. 
En 2008, elle ouvre un blog sur l’écriture intitulé Alice in Wonderblog.
Son premier livre, L’épouvantail, illustré par Lydie Sabourin, paraît en 2009. Il est sélectionné aux pour la « Pépite du premier album » lors du Salon du livre et de la presse jeunesse. Depuis un grand nombre d’albums sont sortis, traduits dans une vingtaine de pays, et récompensés par des prix nationaux ou internationaux. Elle reçoit notamment le prix P'tits Mômes 2011 et le prix Gayant Lecture 2012 pour Le ballon de Zébulon illustré par Olivier Philipponneau, et un New York Times Award en 2015 pour son album Mme Eiffel illustré par Csil et paru aux éditions Frimousse. En 2017, le Mathical Youth Book Prize est décerné à ONE Very Big Bear, traduction en anglais de 1, 2, 3 Banquise.
Alice Brière-Haquet est à l’initiative des Foires aux Tandems, qui rassemblent régulièrement auteurs et illustrateurs autour de projets d’édition, et a coordonné pour la Charte des auteurs et illustrateurs jeunesse un recueil de conseils aux jeunes écrivains : L’Abécédaire des Auteurs et Illustrateurs Jeunesse.
Elle a soutenu en 2016 une thèse de doctorat en Littérature Comparée à l’Université Paris-Sorbonne sur les réécritures des contes de Charles Perrault. 
En 2020 elle créait la collection Philonimo aux éditions 3œil. Elle y explique avec des mots simples, les grandes idées de philosophes, antiques ou contemporains,.
Elle fait régulièrement des rencontres en milieu scolaire.

## Œuvres
Liste non exhaustive
Albums :
- L'Épouvantail ill. Lydie Sabourin aux éditions Points de suspension, 2009
- Grand, Moyen et Petit ill. Célia Chauffrey aux éditions Frimousse, 2009
- La Chauve-souris et l'étoile ill. Delphine Brantus aux éditions Auzou, 2009
- Le Petit Prinche ill. Camille Jourdy aux éditions P’tit Glénat, 2010
- Un mouton au pays des cochons ill. Pénélope Paicheler aux éditions Nouvel Angle, 2010
- La Guerre des toiles  ill. Roland Garrigues aux éditions Nouvel Angle, 2010
- Pierre la Lune ill. Célia Chauffrey aux éditions Auzou, 2010
- Rouge ! ill. Elise Carpentier aux éditions Motus, 2010
- Le Ballon de Zébulon, ill. Olivier Philipponneau et Raphaële Enjary, éd. Auzon, 2010 ; rééd. éditions MeMo, 2017.
- Une histoire de galette et de roi ill. Vincent Mathy aux éditions du Père Castor, 2011
- 24 histoires pour attendre Noël avec les bébés avec Hélène Brière-Haquet, ill. Rosalinde Bonnet aux éditions Fleurus, 2011
- Vive moi ! ill. Gwenaëlle Doumont aux éditions Amaterra, 2011  (ISBN 9782354501921)
- Perdu ! ill. Olivier Philipponneau aux éditions MeMo, 2011
- À quoi rêve un pissenlit ? ill. Lydie Sabourin aux éditions Points de suspension, 2011
- Kaguya, princesse au clair de lune ill. Shiitake aux éditions nobi nobi, 2011
- La Graine et l’oiseau ill. Claire Garralon aux éditions Grandir, 2011
- Le Chat d’Elsa ill. Magali Le Huche aux éditions Père Castor, 2011
- Mlle Tricotin ill. Célia Chauffrey aux éditions P’tits Bérets, 2011
- Le Peintre des drapeaux ill. Olivier Philipponneau aux éditions Frimousse, 2012
- Le Grimoire du Père Noël avec Hélène Brière-Haquet, ill. François-Marc Baillet aux éditions Fleurus, 2012
- Paul, ill. Csil aux éditions Frimousse, 2012
- Série Modes d’emplois ill. Mélanie Allag aux éditions P’tit Glénat (2012-2014)
- Yosêi, dans le secret des fées avec Shiitake aux éditions nobi nobi, 2012
- Mon voyage en gâteau ill. Barroux chez Océan Editions, mai 2012
- Mélina ill. Leïla Brient aux éditions P’tits Bérets, 2013
- La Gabbia ill. Nicolas Gouny aux éditions Bacchilega, 2013
- Une vie en bleu ill. Claire Garralon chez Océan Editions, 2013
- Pouce ! ill. Amélie Graux aux éditions Père Castor, 2013.
- Yosêi, le cadeau des fées ill. Shiitake aux éditions nobi nobi ! mai 2013.
- Dis-moi, l’oiseau… ill. Claire Garralon aux éditions Thierry Magnier, 2013
- Zébulon et le poussin, ill. Olivier Philipponneau et Raphaële Enjary aux éditions MeMo, 2014
- Le Peintre de la beauté ill. Judith Gueyfier chez L’élan vert, 2014
- Le Bonhomme et l’oiseau[13], ill. Clotilde Perrin chez Père Castor, 2014
- 1, 2, 3 Banquise ill. Olivier Philipponneau et Raphaële Enjary aux éditions MeMo, 2014
- La Bûche, ill. Julie Faulques aux éditions Feuilles de menthe, 2015.
- Nina, ill. Bruno Liance aux éditions Gallimard Giboulées, 2015.
- Le Meunier amoureux, ill. Amélie Videlo aux éditions Sarbacane, 2015.
- Mes lunettes ! ill. Amélie Graux aux éditions Père Catsor, 2015
- Yôsei, L’essence des fées, ill. Shiitake aux éditions nobi nobi ! 2015
- Mme Eiffel, ill. Csil, chez Frimousse, 2015.
- Happy Toutous, ill. Loïc Sécheresse, chez P’tit Glénat, 2015
- Issunbôshi : le petit samouraï, dessin de Sanoe, éd. Nobi nobi !, coll. « Soleil flottant », 2016  (ISBN 978-2-37349-062-6)
- Nuage, avec Monica Barengo, ill. Passepartout Edition, 2016.
- Le Violon de Nicolas, ill. Clotilde Perrin, Éditions Feuilles de menthe, 2016.
- L’Ondine et l’orpailleur, ill. Émilie Angebault, Éditions Feuilles de menthe, 2016.
- On déménage !, ill. Barroux, chez Little Urban, 2016.
- Nuvola, ill. Monica barengo, chez Kite Edizioni, 2016.
- Zébulon et la pluie, ill. Olivier Philipponneau & Raphaële Enjary aux éditions MeMo, 2016.
- Bonne nuit, mon petit, ill. Aurélie Abolivier aux éditions Père Castor, 2016.
- Tangram, ill. Sylvain Lamy, aux éditions 3œil, 2017.
- Il, Elle, Lui, ill. Olivier Philipponneau et Raphaële Enjary, aux éditions 3œil, 2017.
- Dans la lune[14], ill. Annelore Parot, Gautier-Languereau, 2019
- Le Porc-épic de Schopenhauer - Philonimo 1, ill Olivier Philipponneau, aux éditions 3œil, 2020
- Le Corbeau d'Épictète - Philonimo 2, ill Csil aux éditions 3œil, 2020
- Le Papillon de Tchouang-Tseu - Philonimo 3, ill Raphaële Enjary aux éditions 3œil, 2020
- Phalaina, aux éditions Rouergue jeunesse, 2020
- Politique des contes: Il était une fois Perrault aujourd'hui... aux éditions Classiques Garnier
- Le Lézard de Heidegger - Philonimo 4, ill Sophie Vissière aux éditions 3œil, 2021
- Le Chien de Diogène - Philonimo 5, ill Kazuko Matt aux éditions 3œil, 2021
- Le Canard de Wittgenstein - Philonimo 6, ill Loïc Gaume aux éditions 3œil, 2021
- Le Cygne de Popper - Philonimo 7, ill Janik Coat aux éditions 3œil, 2022
- La Colombe de Kant - Philonimo 8, ill Émilie Vast aux éditions 3œil, 2022
- Le Loup de Hobbes - Philonimo 9, ill Ghislaine Herbéra aux éditions 3œil, 2023

Romans :
- La Princesse qui n'aimait pas les princes[15], ill. Lionel Larchevêque aux éditions Actes Sud, 2010
- Série Collège Art, ill. Kim Consigny aux éditions Flammarion (2013-2015)
- Série Au Secours, ill. Églantine Ceulemans aux éditions Flammarion (2015-2017)

E-book :
- Renversant ! ill. Olivier Philipponneau, application pour iPad, 2010[16]

## Prix et distinctions
- 2009 : Sélection « Pépite du premier album », Salon du livre et de la presse jeunesse de Montreuil pour L'épouvantail avec Lydie Sabourin
- 2011 : Prix P'tits Mômes des bibliothèques de Genève[17] pour Le Ballon de Zébulon avec Olivier Philipponneau
- 2012 : Prix Gayant Lecture[5] pour Le ballon de Zébulon
- 2015 : New York Times Awards[18] pour Mme Eiffel avec Csil
- 2016 : Sélection Prix des incorruptibles[19] pour Le Bonhomme et l'oiseau, illustrations de Clotilde Perrin.
- 2022 : Prix du livre Grand Est pour la collection Philonimo[20]